# Pont
Pont (grško Πόντος, latinizirano: Póntos, dob. »morje«) je bila regija na južni obali Črnega morja  v današnji Turčiji. Grki, ki so to ozemlje kolonizirali že v arhaičnem obdobju, so ime Pont uporabljali za obalno regijo in njeno gorato zaledje do Pontskih Alp na vzhodu. Ime izhaja iz grškega imena Črnega morja -  Eúxinos Póntos, kar pomeni 'Gostoljubno morje', ali preprosto Pontos (ὁ Pontos). Kot tako se omenja že v Ajshilovih Perzijcih (472 pr. n. št.) in Herodotovi Zgodovini (okoli 440 pr. n. št.). 
Regija vzhodno od reke Halis (Kızılırmak), ki prvotno ni imela posebnega imena in se je omenjala kot dežela Ἐν Ποντῳ (En Póntō), dobesedno 'na evskinskem Pontu', je kasneje dobila ime Pont. To ime je prvič omenjeno v Ksenofontovi Kirovi anabazi (ok. 370 pr. n. št.). Obseg regije se je skozi stoletja spreminjal, vendar je na splošno segal od Kolhide (sodobna zahodna Gruzija) na vzhodu do Paflagonije na zahodu. Zaledje regije je bilo različno globoko. V helenističnem, rimskem in bizantinskem obdobju je bilo v regiji ustanovljenih več držav in provinc z imenom Pont ali njegovimi različicami. Najpomembnejše je bilo Trapezundsko cesarstvo s središčem v Trapezundu (sedanji Trabzon)  v poznem bizantinskem obdobju. V starogrški mitologiji in zgodovinopisju (npr. Herodot in Strabon) se Pont včasih omenja kot prvotni dom Amazonk. 

## Zgodovina

### Zgodnji prebivalci
V bronasti dobi je bil Pont izven dosega tedanjih imperijev, tudi najbližjega hatskega. V tistih časih je bilo največ, kar si je kakšen vladar lahko obetal v tej regiji, začasno zavezništvo z lokalnimi  mogočneži. Hetiti so neorganizirane skupine na svoji severovzhodni meji imenovali Kaški. Za slednjimi je bilo do zdaj najdenih le malo arheoloških sledi.
Po propadu Hetitskega imperija je asirski dvor opazil, da so oblast v regiji prevzeli Kaški, povezani z dotlej neznano skupino, ki so jo poimenovali Muški. Železnodobni obiskovalci regije, večinoma Grki, so opazili, da je zaledje raznoliko, in zabeležili naslednja plemena: Moški, pogosto povezani z Muški, Levkosiri, Mari, Makroni, Mosinikoji, Tibareni, Cani,  Kalibi in Kaldoji.
V armenskem jeziku ni mogoče opaziti niti Hetitov niti Asircev niti  pohetitskih ljudstev. Starodavna teorija, ki jo je prvi nakazal Herodot, pravi, da so se govorci armenščine v zgodnji železni dobi migrirali čez Pont iz Frigije. Ob obali so jim sledili Grki, ki so govorili soroden indoevropski jezik. Grki so prvi dolgotrajni prebivalci regije, za katerimi so ohranjeni pisni zapisi. V poznem 8. stoletju pr. n. št. je Pont postal tudi oporišče Kimercev, drugega indoevropsko govorečega ljudstva. Potem, ko so Kimerce premagali Lidijci, so postali samo oddaljen spomin.
Ker je bila severovzhodna Anatolija do perzijskega in helenističnega obdobja skoraj nepismena, so o tam govorečih jezikih mogoče samo špekulacije. Glede na to, da se vzhodno od Ponta še vedno govorijo kartveljski jeziki, se sumi, da so  se v železni dobi nekateri od njih  govorili tudi v Pontu. Cani se običajno povezujejo z današnjim Lazi.

### Starogrška kolonizacija
Prva potovanja grških trgovcev in pustolovcev na območje Ponta so se verjetno zgodila okoli leta 1000 pr. n. št. Arheološke najdbe kažejo, da so grška naselja postala stabilna in utrjena mesta šele v 8. in 7. stoletju pr. n. št. Datiranje se dobro ujema z ustanovitvijo Sinopa leta 731 pr. n. št., kot poroča Evzebij Cezarejski. Sinop je bil morda najstarejša grška kolonija na ozemlju, ki se je kasneje imenovalo Pont. Grške epske pripovedi so govorile o potovanju Jazona in Argonavtov v Kolhido,  Heraklejevi plovbi po Črnem morju in Odisejevih potepanjih v deželo Kimercev. Mit o Zevsu pripoveduje, da je Prometeja za kazen pregnal v kavkaške gore za kazen zaradi njegove zvijačnosti do bogov. Vse pripovedi je mogoče razumeti kot odraz stikov zgodnjih grških kolonistov z lokalnimi, verjetno kavkaškimi ljudstvi. Najzgodnejši znani pisni opis Ponta je opis Skilaksa iz Karijande, ki je v 7. stoletju pr. n. št. opisal grške naselbine na tem območju.

### Širitev Perzijskega imperija
V 6. stoletju pr. n. št. je Pont uradno postal del Ahemenidskega cesarstva, kar je takrat verjetno pomenilo, da so lokalne grške kolonije samo plačevale davek Perzijcem. Ko je atenski pisec Ksenofont približno stoletje kasneje v letih 401-400 pr. n. št. potoval skozi Pont, tam namreč ni srečal nobenega Perzijca.
Ljudstva tega dela severne Anatolije so bila vključena v 3. in 19. satrapijo Perzijskega imperija. Iranski vpliv je bil močan, najbolj viden po templju perzijskih božanstev Anahite, Omana in Anadata v Zeli, ki so ga postavili zmagoviti perzijski generali v 6. stoletju pred našim štetjem.

### Pontsko kraljestvo
Pontsko kraljestvo (281 pr. n. št. – 62 n. št.) je na splošno obsegalo ozemlje vzhodno od reke Halis. Perzijska Mitridatska dinastija, ki ga je ustanovila, je v 4. stoletju pr. n. št. vladala grškemu mestu Kios v Miziji. Njen prvi znani član je bil Ariobarzan Frigijski, zadnji vladar s sedežem v Kiosu pa Mitridat II. Kioški. Mitridatov sin, tudi Mitridat, se je pozneje razglasil za Mitridata I. Pontskega. 
Encyclopaedia Iranica navaja, da je bil najslavnejši član Mitridatske dinastije Mitradat VI. Evpator. V grškemu svetu se je nedvomno predstavljal kot civiliziran helenofil, a je se je hkrati ponašal s svojim iranskim poreklom. Imel je harem v orientalskem slogu in vsem svojim sinovom dal perzijska imena. V Pasargadu je spektakularno žrtvoval bogovom v slogu perzijskih kraljev in guvernerje svojih provinc naslavljal s perzijskim nazivom satrap. Enciklopedija nadalje navaja, čeprav obstaja le en napis, ki to potrjuje, da je privzel naziv "kralj kraljev". Zelo majhno število grških napisov, najdenih kjerkoli v Pontu, kaže, da grška kultura ni prodrla dlje od dvora in zaledja obalnih mest.
V težavnem obdobju po smrti Aleksandra Velikega je bil Mitridat I. Pontski nekaj časa v službi Antigona, enega od Aleksandrovih naslednikov, in spretno in uspešno manevriral. Kmalu po letu 302 pr. n. št. mu je uspelo ustvariti Pontsko kraljestvo, ki so mu do leta 64 n. št. vladali njegovi potomci, večinoma Mitridati. Tej perzijski dinastiji je uspelo preživeti in uspevati v helenističnem svetu tudi potem, ko je Ahemenidsko perzijsko cesarstvo propadlo.
Pontsko kraljestvo je doseglo največji razcvet pod Mitridatom VI. Pontskim, pogosto imenovanim Veliki, ki se je dolga leta vojskoval  z Rimljani. Pod njim je Pontsko kraljestvo vključevalo ne le pontsko Kapadokijo, ampak tudi obalo od bitinski meje do Kolhide, del notranje Paflagonije in Malo Armenijo. Mitridat VI. je bil kljub temu, da je vladal v Mali Armeniji, zaveznik armenskega kralja Tigrana Velikega, s katerim je poročil svojo hčer Kleopatro. Rimljani so v mitridatskih vojnah sčasoma premagali Mitridata VI. in njegovega zeta Tigrana Velikega in Pontsko kraljestvo je prišlo pod rimsko oblast.

### Rimska provinca
Ko je cesar Pompej leta 64 pr. n. št. podjarmil Pontsko kraljestvo, se je  vsebina imena Pont spremenila,  v vsakdanjem življenju bodisi oligarhij, ki so nadzorovale mesta, bodisi preprostih ljudi tam in v zaledju, le malo spremenilo. Del nekdanjega kraljestva je bil združen z Bitinijo v dvojno provinco Bitinija in Pont. Večji del Ponta je bil vključen v provinco Galacijo.
Od takrat je ime Pont, zlasti pri Rimljanih in ljudeh, ki so govorili z rimskega vidika, pomenilo samo pontsko polovico te dvojne province. Kot tako se je skoraj vedno uporablja tudi v Novi zavezi. Vzhodna polovica starega kraljestva je bila skupaj s Kolhido upravljana kot klientsko kraljestvo. Njen zadnji kralj je bil Polemon II. Pontski. 
Leta 62 n. št. je cesar Neron na tem ozemlju  ustanovil  rimsko provinco, razdeljeno na tri okrožja: Pontus Galaticus na zahodu, Pontus Polemoniacus v sredini, tako imenovan po glavnem mestu Polemoniju, in Pontus Cappadocicus na vzhodu do meje z Malo Armenijo. Rimski cesar Trajan je v začetku 2. stoletja n. št. vključil Pont v provinco Kapadokijo. Po gotskem  napadu na Trebizond leta 287 n. št. je Dioklecijan to območje razdelil na manjše province z bolj lokalno upravo.
Z reorganizacijo sistema provinc pod Dioklecijanom so bila pontska okrožja okoli leta 295 razdeljena med tri manjše, neodvisne province znotraj Pontske dioceze:
- Galatski Pont, imenovan tudi Diospont, je imel glavno mesto Amis in je vključeval tudi mesta Sinop, Amasia, Andres, Ibora in Zela. Galacijski Pont je kasneje bizantinski cesar Konstantin Veliki po svoji materi preimenoval v Helenopont.
- Polemonski Pont s prestolnico Polemonij, imenovano tudi Side, je vključeval tudi mesta Neocezareja, Argiropol, Komana in Keraz.
- Kapadoški Pont s prestolnico v Trebizondu je posedoval tudi majhni  pristanišči  Atane in Rizeon in segal do Kolhide.

### Bizantinska provinca in tema
Bizantinski cesar Justinijan je to območje leta 536 ponovno reorganiziral: 
- Polemonski Pont je bil razpuščen, pri čemer je zahodni del pripadel Helenopontu, Komana novi provinci Armeniji II, preostali del pa novi provinci Armenia I Magna s prestolnico Justinijanopol.[9]
- Helenopont je pridobil Polemonij in Neocezarejo ter izgubil Zelo v korist Armenije II. Deželni glavar je bil degradiran v moderatorja.
- Paflagonija je prevzela Honorij in bila postavljena pod pretorja.

V času zgodnjega Bizantinskega cesarstva je Trebizond postal središče kulture in znanstvenega učenja. V 7. stoletju se je tja iz Konstantinopla vrnil nek Tihik, da bi ustanovil šolo učenja. Eden od njegovih učencev je bil zgodnji armenski učenjak Ananija Širaški.
Pod Bizantinskim cesarstvom je Pont spadal pod Armensko temo, najbolj zahodni deli (Paflagonija) pa so pripadali Bukelarski temi. Te velike zgodnje teme so bile postopoma razdeljene na manjše, tako da je bil Pont do poznega 10. stoletja razdeljen na temi Kaldija, ki ji je vladala družina Gabrad, in Kolonejo. Po 8. stoletju je območje doživelo obdobje razcveta, ki ga je končalo seldžuško osvajanje Anatolije v 70. in 80. letih 11. stoletja. Območje, ki ga je ponovno osvojil Aleksej I. Komnen, so upravljali delno avtonomni vladarji, kot je bila družina Gabras iz Trebizonda. 
Regija je bila od 11. do 15. stoletja vojaško zavarovana  z obsežno mrežo sofisticiranih obalnih trdnjav.

### Trapezundsko cesarstvo
Po izgubi suverenosti Konstantinopla po četrti križarski vojni leta 1204 je Pont obdržal neodvisnost kot Trapezundsko cesarstvo pod dinastijo Komnen. Cesarstvu je zaradi geografske oddaljenosti in spretne diplomacije uspelo preživeti do leta 1461, ko so ga  po padcu Konstantinopla leta 1453 osvojili Osmani. Politična spretnost je vključevala menjavo oblastnikov. V različnih obdobjih je bilo cesarstvo vazalna država Gruzije in različnih turških vladarjev. Pod Komneni je Trapezundsko cesarstvo postalo znano kulturno središče.

### Osmanski vilajet
Pod kasnejšo osmansko vladavino, ki se je začela s padcem Trebizonda in zlasti od 17. stoletja, so nekateri pontski Grki v regiji prek sistema krvnega davka (devşirme) postali muslimani. V nekaterih dolinah, predvsem v dolini Of, so se spreobrnili prostovoljno. Velike skupnosti krščanskih pontskih Grkov, ki so tvorile približno 25 % prebivalstva, so ostale na tem območju do leta 1920, v delih Gruzije in Armenije pa do leta 1990, pri čemer so ohranile svoje običaje in narečje grškega jezika. Skupina islamiziranih Grkov, ki se je imenovala Kromli, je bila osumljena, da skrivaj ostaja krščanska. Kromli so šteli od 12.000 in 15.000 oseb in živeli v vaseh, kot so Krom, Imera, Livadija, Prdi, Alitinos, Mohora in Ligosti. Številni islamizirani Grki so še naprej govorili svoj jezik, znan po edinstvenem ohranjanju značilnosti stare grščine. V dolini Of nekateri prebivalci še danes govorijo lokalno ofitsko narečje. 

### Pontska republika
Pontska republika (grško Δημοκρατία του Πόντου, romanizirano Dimokratía tou Póntou) je bila predlagana pontska grška država na južni obali Črnega morja. Njeno ozemlje naj bi obsegalo velik del zgodovinskega Ponta. O predlagani državi so razpravljali na Pariški mirovni konferenci leta 1919. Ker se je grška vlada Eleftheriosa Venizelosa bala negotovega položaja takšne države, je predlagala, da se  njeno ozemlje priključi k Armeniji. Pontska republika ni bila nikoli ustanovljena in pontsko grško prebivalstvo je bilo po letu 1922 podvrženo genocidu in izgnano iz Turčije ter naseljeno v Sovjetski zvezi ali grški Makedoniji. Izgon je bil kasneje uradno priznan kot del izmenjave prebivalstva med Grčijo in Turčijo leta 1923. 

### Sedanje stanje
Ozemlje nekdanjega Ponta je zdaj del turške Črnomorske regije (turško Karadeniz Bölgesi). Regija je ena od sedmih turških geografskih regij, opredeljenih s popisom prebivalstva. Obsega zgodovinski Pont, vendar je večja od njega.

## Religija
Prebivalci Ponta, trikrat omenjeni v Novi zavezi, so bili med prvimi spreobrnjenci v krščanstvo. Apostolska dela 2:9 jih omenjajo v Jeruzalemu na binkoštni dan. Apostolska dela 18:2 omenjajo judovskega izdelovalca šotorov Aquila iz Ponta, ki je takrat s svojo ženo Priscilo živel v Korintu. Oba sta se spreobrnila v krščanstvo. V 1. Petrovem pismu 1:1 apostol Peter v svojem pismu Pontijce naslavlja z "izvoljenci" in "izbranci". 
Na prvem nicejskem koncilu  je Trebizond že imel svojega škofa. Kasneje je bil trebizondski škof podrejen pontskemu metropolitu. V 9. stoletju je Trebizond sam postal sedež metropolitanskega škofa Lazike.

## Pomembni Pontijci
- Diopgen (ok.  408–323 pr. n. št.), grški filozof, eden od ustanoviteljev cinične filozofije
- Mitridat VI. Evpator (ok. 135 pr. n. št.–63 pr. n. št.), pontski kralj in eden od najslavnejših in odločnih nasprotnikov Rimske republike
- Strabon (ok. 64 pr. n. št. – 24 n. št.), grški zgodovinar, geograf in filozof, rojen v Amasiji
- Markion Sinopski (ok. 85 – ok. 160 n. št.), zgodnji krščanski teolog
- Evagrij Pontski (345–399 n. št.), grški teolog in menih
- Bazilij Bessarion (1403–1472), grški učenjak, katoliški kardinal in naslovni latinski patriarh Konstantinopla
- Aleksander Ypsilantis (1792–1828), grški vojaški poveljnik in narodni heroj iz 19. stoletja
- A.I. Bezzerides (1908–2007), ameriški romanopisec in scenarist, rojen v Samsunu
- Antonis Fosteridis (1912–1979), grški nacionalist in protikomunistični partizan v drugi svetovni vojni
- Stelios Kazantzidis (1931–2001), pevec grških narodnih pesmi
- Hrisantos Teodoridis (1933–2005), pevec
- Mike Lazaridis (r. 1961), raziskovalec in kreator pametnih telefonov BlackBerry
- Melina Aslanidou (1974– ), grška pevka
- Pantelis Pantelidis (1983–2016), grški pevec
- Apolas Lermi (1986– ), grško-turški ljudski glasbenik

## Citirana vira
- Bryer, Anthony A. M. (1980), The Empire of Trebizond and the Pontos, London: Variorum Reprints, ISBN 0-86078-062-7
- Ramsay MacMullen, 2000. Romanization in the Time of Augustus, Yale University Press